# 南河 (榕江)
南河是榕江的干流，长175公里，流域面积4408平方公里。发源于广东普宁鲘溪乡，流经普宁市、揭西县、揭东县后，在磐东进入揭阳市区。南河成为揭阳市区北、南区的分界线。在揭阳空港新区双溪嘴接纳榕江第一支流榕江北河后大致向东南流入汕头市，在汕头牛田洋入海。榕江两岸是广东东部著名的“鱼米之乡”。